# 梧桐山隧道
梧桐山隧道，是中国广东省深圳市的行车隧道之一，连接罗湖区和盐田区，也是深圳首个使用BOT模式的市政工程。隧道位于深圳市罗(湖)沙(头角)一级公路上，全长2322米，至1990年为当时中国内地最长、标准最高、设备齐全、自动化程度最高的一座公路隧道。另外，深圳地铁8号线中的梧桐山南站与沙头角站之间的隧道，绝大部分位于本隧道下方。

## 历史
第一期先建成上行洞并单洞双向行驶，工程由深圳东部集团公司、深圳国际信托投资公司、深圳市社会劳动保险公司三家共同出资组建梧桐山隧道有限公司，于1985年10月共同投资1.1亿元兴建，1987年9月底建成通车。工程由铁道部隧道局设计处及辽宁市政工程公司设计，由铁道部隧道局南方公司、辽宁市政工程公司、华泰工程公司等联合施工。
1995年8月，开始投建第二期工程（下行隧道），1997年6月竣工，之后改为双洞双向通车。并于当年引入社会资本，由鹽田港与香港中信集团旗下的達佳集团合资经营，各占50%股份，特许经营30年。1998年，工程被评为鲁班奖。
隧道结构单洞截面宽9.786米×高6米，洞圈采用截面曲墙，衬砌是曲墙式复合支护结构，夹层用15毫米厚聚氯乙烯防水板，拱部加设整体式钢筋混凝土吊顶板，并用锚喷二次支护。设置送、排风道，上行隧道采用全横向式通风，下行隧道采用半横向式通风，于隧道中部加设通风竖井两座，构成六条通风渠道、汇集于四座风塔排送。两洞口端设遮阳棚，逐步减低亮度。还设置供电、照明、消防灭火装置、闭路电视、交通信号、广播、火灾手动及自动报警、通讯、CO和V1计废气自动测定、传输到中央控制室自动启动风机、自动调节通风叶片，使风机运转处于最佳状态。中央控制室内将各种监控系统综合到中央控制台，再配合模拟屏模拟，显示各种设备运转情况。
2005年2月，第二条梧桐山隧道公路（深盐二通道）开始动工兴建，為東部沿海高速公路一部份，建成通车后免费供驾车人士使用，此举大大分流了原本使用梧桐山隧道的车辆。
2011年3月30日起，经过深圳政府与中信方面多年谈判，最终出资5.5亿完成收購，以換取提前終止專營權，並將之改為免費行車隧道。

## 相關事件

### 誤傳隧道由李嘉誠興建
2019年9月，工聯會立法會議員陸頌雄引述網絡傳言指梧桐山隧道由李嘉誠興建並堅持收費，深圳市政府回購不果，決定興建另一條隧道取而代之，導致梧桐山隧道使用率偏低。長江集團其後澄清集團從未投資於梧桐山隧道，有關傳言是假消息。
事實上，早在2014年，香港文匯報就已誤傳過梧桐山隧道的歸屬，當時稱是和記黃埔旗下。文匯報為此於報導次日特別作過澄清說明。

## 參看
- 东部沿海高速公路（俗称“深盐二通道”，“梧桐二隧”）
- 梧桐山盘山公路（原先来往罗湖与盐田沙头角的唯一道路）
- 羅沙公路